# Bình Hải, Thăng Bình
Bình Hải là một xã thuộc huyện Thăng Bình, tỉnh Quảng Nam, Việt Nam.
Xã Bình Hải có diện tích 12,47 km², dân số năm 2019 là 6.230 người, mật độ dân số đạt 500 người/km².